# Eija-Liisa Ahtila
Eija-Liisa Ahtila (* 6. August 1959 in Hämeenlinna, Finnland) ist eine finnische Filmemacherin und Videokünstlerin. Sie lebt in Helsinki.
Im Jahre 2000 gewann sie den damals mit 50.000 Euro dotierten Vincent Award (The Vincent van Gogh Biennial Award for Contemporary Art in Europe). Zwei Jahre später folgte eine Einzelausstellung in der Tate Modern in London. Im selben Jahr war Ahtila auf der Documenta in Kassel mit ihrer Videoarbeit The House vertreten, in der sie, auf drei Projektionsflächen verteilt, die Psychose einer jungen Frau thematisiert, die das Gefühl für Raum und Zeit allmählich verliert. Grundlage dieser Arbeit waren Gespräche der Künstlerin mit psychotischen Frauen.
2006 gewann Ahtila den Artes Mundi Prize.
2011 wurde sie in die Wettbewerbsjury der 68. Internationalen Filmfestspiele von Venedig berufen.

## Werke (Auswahl)
- 1993 Me/We, Okat, Gray, 35-mm-Film und DVD-Installation für 3 Projektoren mit Ton, 3 × 90 Sekunden
- 1995 If 6 was 9, 35-mm-Film und DVD-Installation für 3 Projektoren mit Ton, 10 Minuten
- 1996/97 Today, 35-mm-Film und DVD-Installation für 3 Projektoren mit Ton, 10 Minuten
- 1998 Anne, Aki and God, DVD-Installation für 2 Projektoren und 5 Monitore mit Ton, 30 Minuten
- 1999 Consolation Service, 35-mm-Film und DVD-Installation für 2 Projektoren mit Ton, 24 Minuten
- 2001 The Present, DVD-Installation für 5 Monitore mit Ton
- 2001 The Wind, DVD-Installation für 3 Projektoren mit Ton, 14 Minuten
- 2002 The House, DVD-Installation für 3 Projektoren mit Ton, 14 Minuten
- 2002 Love is a treasure, 35-mm-Film, 55 Minuten,
- 2008 Where is where?, HD-Installation für 4 Projektoren, 55 Minuten
- 2011 Marian Ilmestys, Kurzfilm, 38 Minuten
- 2011 Horizontal, Medieninstallation: 6-Kanal-Projektion mit Ton, 6 Min.

## Ausstellungen (Auswahl)
- 1997: 5. Istanbul Biennale
- 1999: Melbourne International Biennial 1999
- 1999: Museum of Contemporary Art, Chicago
- 2000: Zentrum für Kunst und Medientechnologie, Karlsruhe
- 2002: Tate Gallery of Modern Art, London
- 2002: 13. Biennale of Sydney
- 2002: 11. Documenta, Kassel
- 2005: 51. Biennale di Venezia, Venedig
- 2006: Museum of Modern Art, New York
- 2008: Kunstsammlung Nordrhein-Westfalen, Düsseldorf
- 2008: 28. Biennale von São Paulo
- 2009: Musée National d’Art Moderne, Paris
- 2014, Lehmbruck Museum, Duisburg: Horizontal
- 2018, M – Museum Leuven, Löwen, Belgien: Retrospektive
- 2019, Lehmbruck Museum, Duisburg: Retrospektive